# Skrzynka poczty elektronicznej
Skrzynka poczty elektronicznej, skrzynka mejlowa (ang. electronic mail box, e-mail box) – obszar pamięci masowej serwera przeznaczony do przechowywania plików zawierających wiadomości internetowe przesyłane za pomocą poczty elektronicznej związanej z funkcjonowaniem danej domeny internetowej.
Funkcjonalnie, skrzynka poczty elektronicznej jest odpowiednikiem fizycznej skrzynki pocztowej.

## Formaty skrzynek mejlowych
W systemach uniksopodobnych spotykane są następujące formaty skrzynek mejlowych:
- mbox – wszystkie wiadomości użytkownika zapisywane są w pliku mbox, w jego katalogu domowym,
- mailspool – wszystkie wiadomości danego użytkownika zapisywane są w pliku o nazwie takiej jak nazwa jego konta, w katalogu /var/spool/mail,
- maildir – wiadomości użytkownika zapisywane są w odrębnych plikach, w podkatalogu maildir jego katalogu domowego.